# 楊武通
杨武通（?—?），隋朝将领，弘农华阴人。
杨武通性情勇猛果烈，善于驰射。多次担任行军总管讨伐西南夷，多立战功，获封为白水郡公，拜为左武卫大将军。当时党项羌多次作为边患，朝廷以杨武通有威名，历任岷州、兰州二州总管去镇守。后来和周法尚讨伐西南的嘉州叛獠，周法尚军队出师不利，杨武通所部数千人，为敌断去归路。杨武通于是放弃车马，出敌不意，多次鏖战击溃敌军。敌军知道他孤立无援后，部落全部出动围剿杨武通。杨武通转战数百里，为獠蛮所拒，四面路绝，仍身先士卒，拼死力战，歼敌甚众。最终力竭坠马，为獠蛮俘虏，杀而食之。